# Cosmarium boeckii
Cosmarium boeckii  là một loài Song tinh tảo trong họ Desmidiaceae, thuộc chi Cosmarium.